# Прикладна математика

Ефективне рішення Задача транспортних маршрутів потребує використання методів комбінаторної оптимізації і цілочисельного програмування.

Прикладна математика — галузь математики, що розглядає застосування математичних знань в інших сферах діяльності. Прикладами такого застосування будуть: чисельні методи, математична фізика, математична хімія, лінійне програмування, оптимізація і дослідження операцій, моделювання суцільних середовищ (механіка суцільних середовищ), біоматематика і біоінформатика, теорія інформації, теорія ігор, теорія ймовірності і статистика, фінансова математика і теорія страхування, актуарна математика, криптографія, а також комбінаторика і деякою мірою кінцева геометрія, теорія графів в додатку до мережевому плануванню, і багато в чому те, що називається інформатикою. У питанні про те, що є прикладною математикою, не можна скласти чітку логічну класифікацію. Математичні методи звичайно застосовуються до специфічного класу прикладних завдань шляхом складання математичної моделі системи. У минулому практичні додатки мотивували розвиток математичних теорій, які потім стали предметом вивчення з чистої математики, де абстрактні поняття вивчаються заради себе. Таким чином, діяльність прикладної математики тісно пов'язана з дослідженнями чистої математики.

## Історія

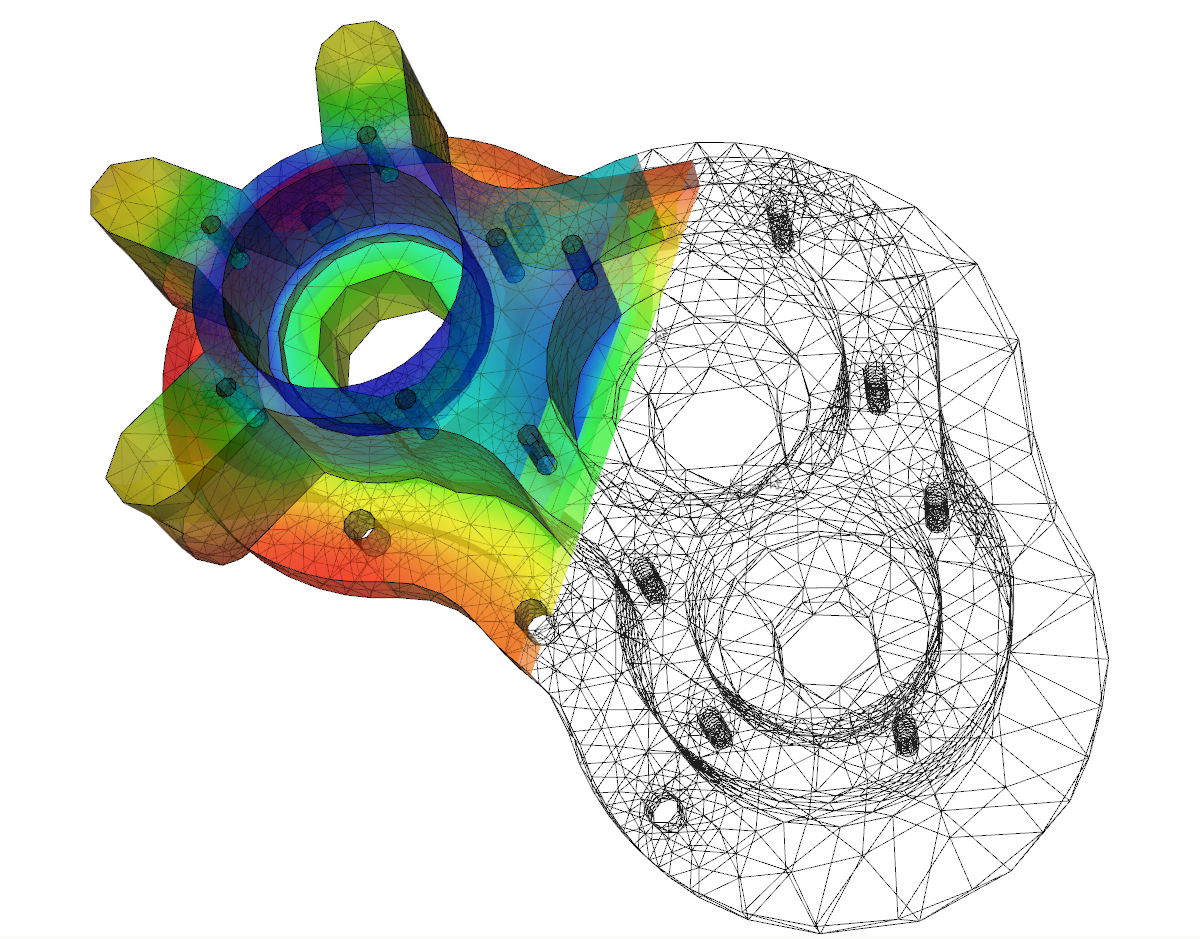
Чисельне вирішення рівняння теплопровідності для моделі корпусного насоса із використанням методу скінченних елементів.

Історично, прикладна математика в основному складалася із вивчення математичного аналізу, зокрема диференціальних рівнянь; теорії наближень (в широкому сенсі, включаючи представлення, асимптотичні методи, варіаційні методи, і чисельний аналіз); і прикладну ймовірність. Ці області математики тісно пов'язані із розвитком Н'ютоновської фізики, і насправді, відмінність між математикою і фізикою явно не існувала до середини XIX століття. Таким чином історично до початку XX століття існувала історична педагогічна спадщина, предмети такі як класична механіка часто викладалися на факультетах із прикладної математики, а не на фізичних факультетах, а гідромеханіка досі може викладатися на факультетах з прикладної математики. Фінансова математика тепер викладається на математичних факультетах в університетах і вважається галуззю прикладної математики. Інженерні та інформаційні факультети традиційно вивчають застосування прикладної математики.

## Взаємозв'язок з іншими науками
Внаслідок того, що математика як і наука загалом постійно змінюється, а разом з ними змінюється і спосіб організації факультетів, курсів та наукових ступенів, досі немає згоди, щодо категоризації прикладної математики, тобто які наукові галузі відносити до її розділів.
Раніше, прикладна математика складалася в основному з математичного аналізу (розв'язок диференційних рівнянь); теорії наближень (в широкому сенсі, це представлення асимптотичних методів, варіаційного числення та чисельних методів) та в прикладному ймовірнісному обчисленні. Ці галузі математики були тісно пов'язані з ньютонівською фізикою. Дійсно, різке розмежування математиків та фізиків розпочалося приблизно лише до п'ятидесятих років XIX століття. Як і в фізиці, так і в інженерії та комп'ютерних науках традиційно широко використовується прикладна математика. Сьогодні термін прикладна математика вживають у ширшому сенсі. До неї належать окрім вищенаведених класичних галузей також й інші, що стають все важливішими в застосуванні. Навіть такі галузі як теорія чисел, що є частиною чистої математики зараз є важливими в застосування (наприклад, в криптографії), хоча вони й загалом не розглядаються самі по собі як частини прикладної математики.
Використання та розвиток математики для розв'язку промислових задач також називається промисловою математикою.
Успіхи сучасних числових математичних методів та програмного забезпечення призвело до виникнення обчислювальної математики, обчислювальної науки та обчислювальної інженерії, що використовують суперкомп'ютерні обчислення для імітації явищ та розв'язку задач науки та інженерії. Вони розглядаються часто як міждисциплінарні дисципліни.

## Корисність
Історично математика мала найважливіше значення в галузі природничих наук та техніки. Однак, починаючи з Другої світової війни, поля поза фізичними науками породили створення нових областей математики, таких як ігрова теорія та теорія соціального вибору, які виросли з економічних міркувань.
Поява комп'ютера дала можливість застосувати нові програми: вивчення та використання нової комп'ютерної технології (інформатика) для вивчення проблем, що виникають в інших галузях науки (обчислювальної техніки), а також математики обчислень (наприклад, теоретична інформатика, комп'ютерна алгебра, математичний аналіз). Статистика, мабуть, є найбільш розповсюдженою математичною наукою, що використовується в соціальних науках, але інші напрямки математики, особливо економіка, виявляються все більш корисними в цих дисциплінах.

## Розділи

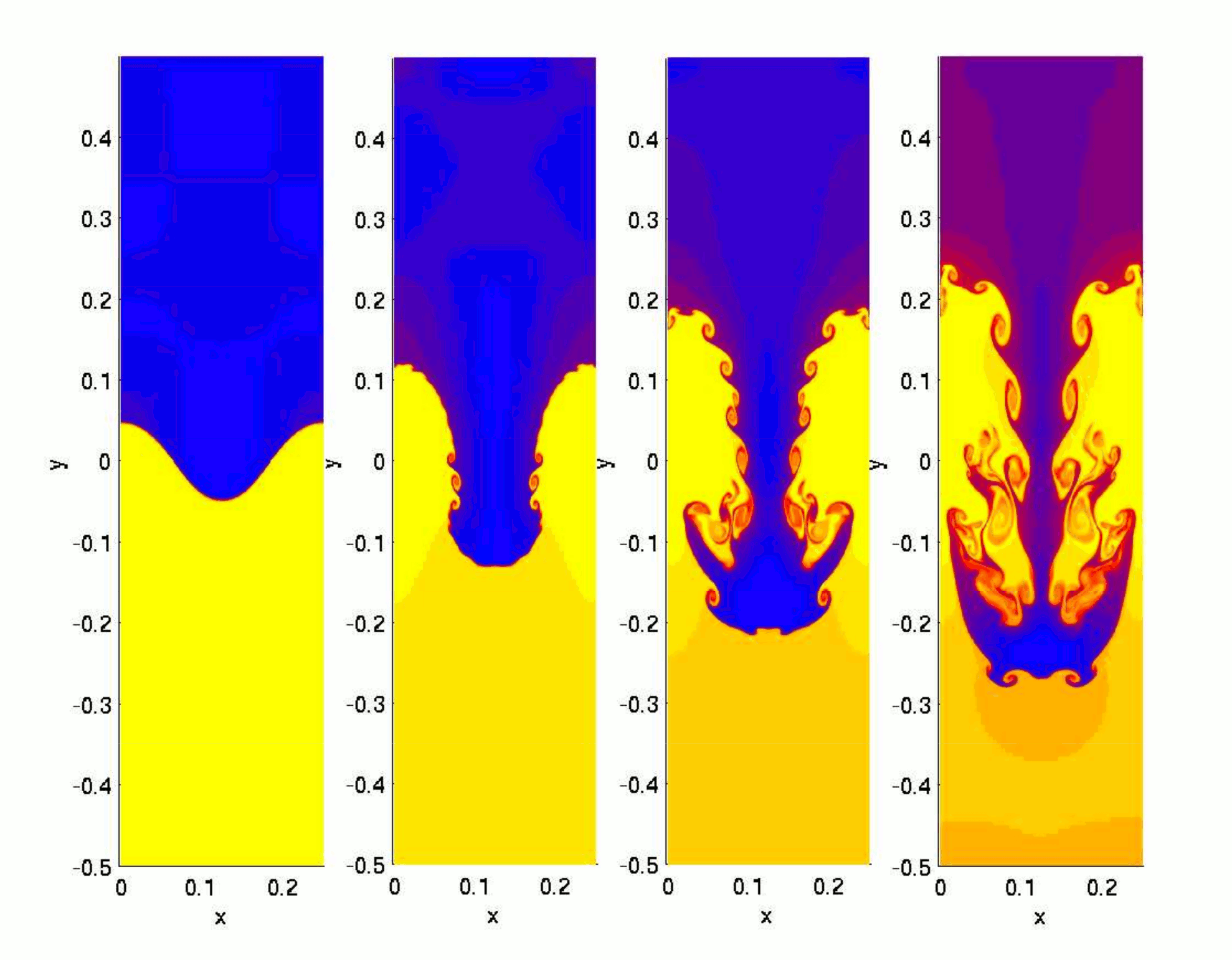
Гідромеханіку часто відносять до галузей прикладної математики і машинобудування.

Сьогодні, термін «прикладна математика» використовується у ширшому сенсі. Вона включає класичні області, згадані вище, а також і інші області, які набули своєї важливості для різних застосувань. Навіть такі області як теорія чисел, що є частиною чистої математики тепер є важливою для деяких прикладних застосувань (таких як криптографія), хоча по суті вони не є частиною прикладної математики.
Не існує консенсусу щодо різних галузей прикладної математики. Такі категоризації ускладнюються через те, що сама математика і наука змінюється із часом, а також через те як університети організують свої факультети, курси і ступені.
Багато математиків розрізняють "прикладну математику, " яка займається математичними методами, від «застосування математики» в рамках науки і інженерії. Біолог, який використовує моделі популяції і застосовує відомі методи математики не займається прикладною математикою, а скоріше використовує її; однак, математичні біологи поставили деякі задачі, які в свою чергу стимулювали розвиток чистої математики. Деякі математики такі як Анрі Пуанкаре та Володимир Арнольд заперечують існування «прикладної математики» і стверджують, що це є лише «застосуванням математики». Аналогічно, не математики розмивають відмінності між прикладною математикою і застосуваннями математики. Використання і розвиток математики для вирішення задач промисловості називають «промисловою математикою».
Успіхи сучасних чисельних методів математики і розвиток програмного забезпечення призвели до появи обчислювальної математики, обчислюваної науки та обчислювальної техніки, які використовують обчислення із високою продуктивністю для симуляції явищ і розв'язання задач науки і техніки. Вони часто вважаються міждисциплінарними.

## Статус на академічних факультетах
Академічні заклади не є послідовними в тому, як вони групують курси, програми та ступені прикладної математики. В деяких школах є єдиний математичний відділ, тоді як в інших є окремі кафедри прикладної математики та (чистої) математики. Дуже часто відділи статистики відокремлюються в школах з випускними програмами, але багато закладів, які мають лише бакалаврські програми, включають статистику під математичний відділ.
Багато програм прикладної математики (на відміну від кафедр) складаються з переліку перелічених курсів та спільно призначених викладачів на кафедрах. Деякі кандидати наук програми з прикладної математики вимагають мало або взагалі ніяких курсових робіт поза математикою, а інші вимагають значних курсових робіт у певній області застосування. У деяких аспектах ця різниця відображає відмінність між «застосуванням математики» та «прикладною математикою».
Деякі університети Великої Британії мають кафедри прикладної математики та теоретичної фізики, але зараз набагато рідше існують окремі кафедри чистої та прикладної математики. Помітним винятком з цього є кафедра прикладної математики та теоретичної фізики Кембриджського університету, в якій розміщено Луказький професор математики, чиїми попередніми власниками є Ісаак Ньютон, Чарльз Беббідж, Джеймс Лайтхілл, Пол Дірак та Стівен Хокінг.
Школи з окремими кафедрами прикладної математики варіюються від Браунського університету, який має великий відділ прикладної математики, який пропонує ступінь докторантури, до університету Санта Клари, який пропонує лише магістратуру в прикладній математиці. До дослідницьких університетів, що розділяють математичний відділ на чисті та прикладні секції, належить MIT. Університет Брігхама Янг також має прикладну та обчислювальну увагу (ACME), програму, яка дозволяє студенту закінчити ступінь математики, з акцентом на прикладну математику. Студенти в цій програмі також засвоюють ще одну майстерність (інформатика, інженерія, фізика, чиста математика тощо), щоб доповнити свої навички прикладної математики.